# Кациці (Малопольське воєводство)
Кациці (пол. Kacice) — село в Польщі, у гміні Сломники Краківського повіту Малопольського воєводства.
Населення — 373 особи (2011).
У 1975-1998 роках село належало до Краківського воєводства.

## Демографія
Демографічна структура станом на 31 березня 2011 року:
|          | Загалом | Допрацездатний вік | Працездатний вік | Постпрацездатний вік |
| -------- | ------- | ------------------ | ---------------- | -------------------- |
| Чоловіки | 183     | 41                 | 125              | 17                   |
| Жінки    | 190     | 36                 | 101              | 53                   |
| Разом    | 373     | 77                 | 226              | 70                   |